# Maze de Boer

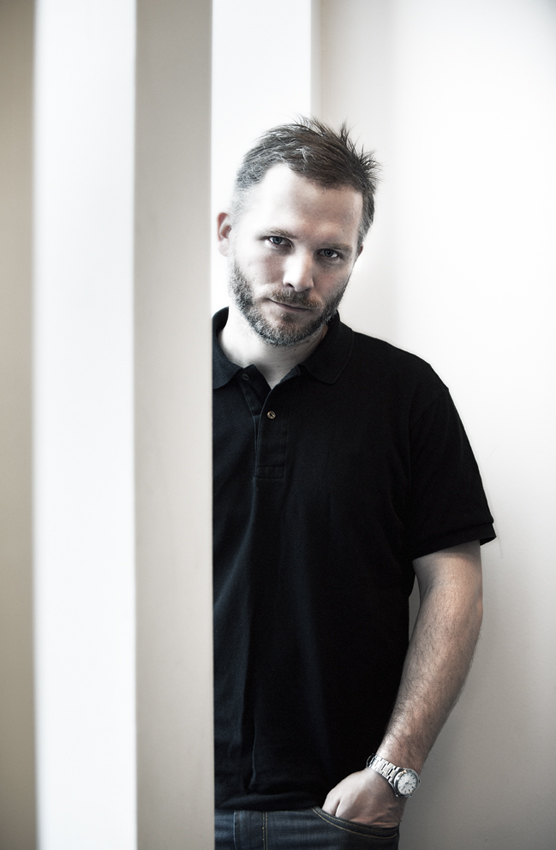

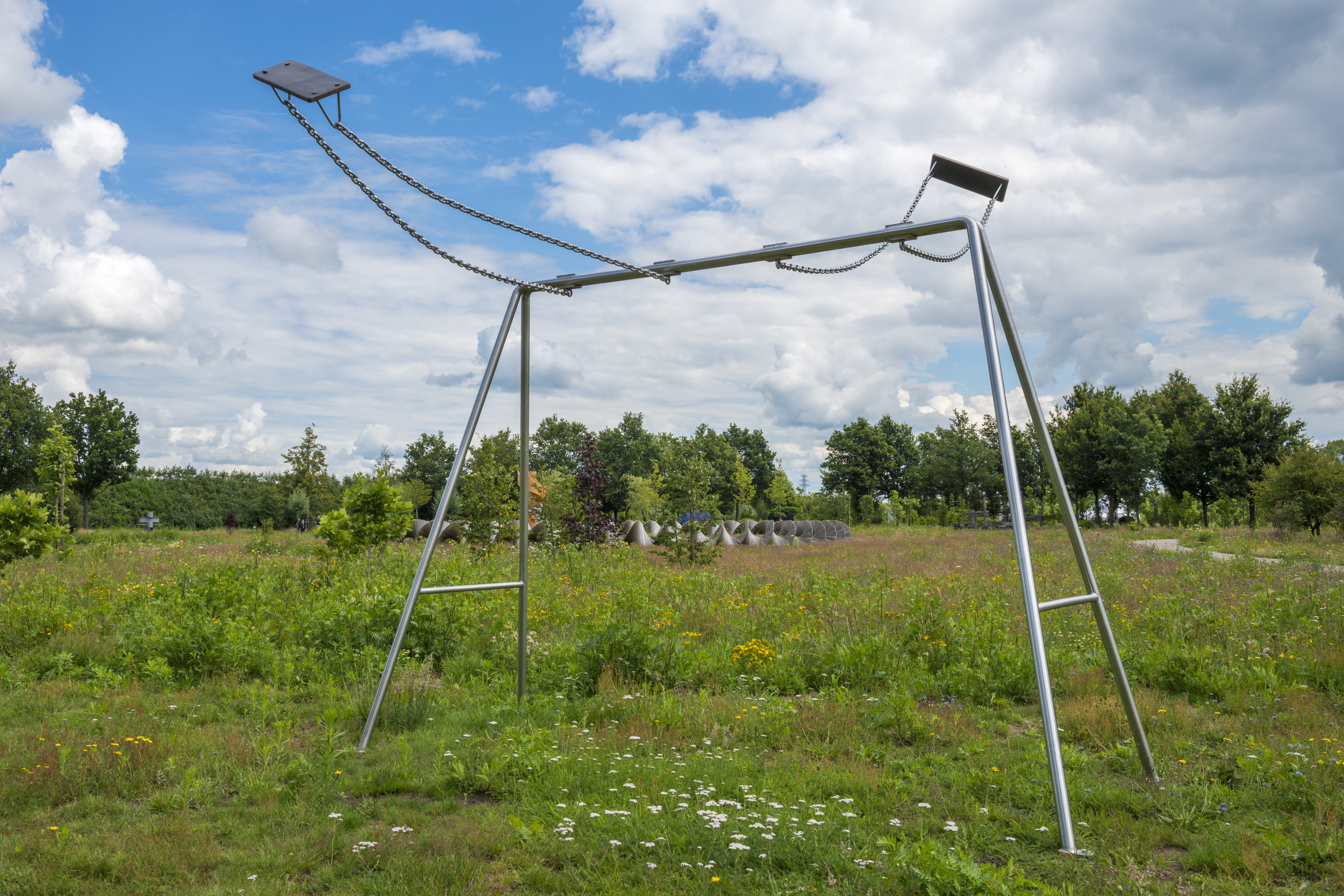
Swing, Swung, Swung (2020) door Maze de Boer. Foto: Steven van Welie

Maze de Boer (geboren in 1976) is een Nederlands beeldend kunstenaar en scenograaf. Zijn multidisciplinaire praktijk omvat installatiekunst, sculptuur, schilderkunst, film en video, fotografie en geluidskunst. De Boer is bekend om zijn ruimtelijk werk dat de grenzen tussen beeldende kunst, architectuur, theater en performance opzoekt, vaak met een sterke nadruk op perceptie en illusie.

## Opleiding en loopbaan
De Boer studeerde aan de Gerrit Rietveld Academie in Amsterdam (1999–2003) en werd in 2007 geselecteerd voor de Rijksakademie van Beeldende Kunsten. Hij verwierf bekendheid in 2005 met de installatie Tijdelijke halte: Post CS, waarin hij een volledig functionerend, tijdelijk metrostation realiseerde onder het toenmalige Stedelijk Museum in het Post CS-gebouw in Amsterdam. 

## Werk en thematiek
In zijn oeuvre staat de relatie tussen kunstwerk, ruimte en toeschouwer centraal. De Boer laat zich vaak inspireren door de historische en sociale context van een locatie of tentoonstelling. Zijn installaties worden doorgaans aangeduid als site-specific, maar zelf omschrijft hij ze als site-responsive: ze reageren op de omgeving waarin ze worden gecreëerd, maar blijven ook relevant in andere contexten. 
Een terugkerend thema in zijn werk is de rol van illusie en waarneming. Door de kijker bewust of onbewust te betrekken in de ervaring, onderzoekt De Boer hoe mensen visuele informatie interpreteren en invullen. Zijn installaties zijn vaak geënsceneerde realiteiten waarin de toeschouwer deel uitmaakt van het kunstwerk door simpelweg aanwezig te zijn en de ruimte te ervaren.
Zijn werk is zowel conceptueel als visueel aantrekkelijk, met een speelse, toegankelijke benadering. In het creatieve proces laat hij ruimte voor improvisatie en intuïtie. Daarbij zoekt hij vaak samenwerking met andere kunstenaars, theatermakers, regisseurs, componisten en ambachtslieden, zoals houtbewerkers en lassers.

Als scenograaf werkte De Boer mee aan meer dan vijftig theater- en operaproducties. Zijn scenografie wordt gekenmerkt door een sterke visuele logica en ruimtelijk bewustzijn, beïnvloed door zijn achtergrond in de beeldende kunst.

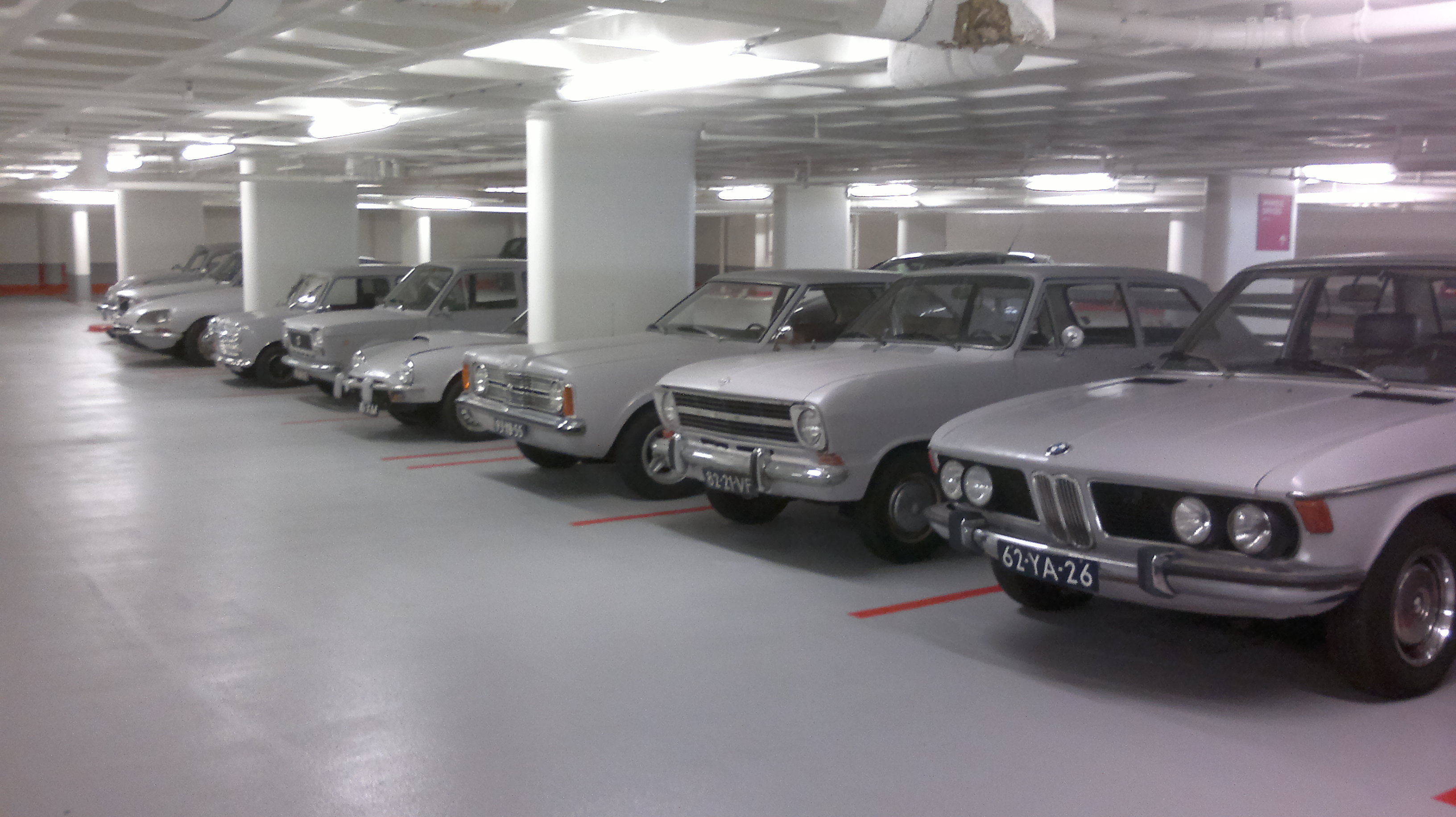
1973, Installatie met grijs gespoten auto's in de parkeergarage van Hoog Catharijne te Utrecht, in het kader van Call of the Mall 2013

De Boer omschrijft zijn kunstwerken als "conceptuele attracties": het concept vormt steeds het uitgangspunt, maar het resultaat is uitnodigend en zintuiglijk overtuigend.

### Beeldende Kunst (selectie)
- Pick a Fruit (un)wrapped, Galerie dudokdegroot, Amsterdam, NL (2022)
- Swing, Swung, Swung, Anningahof, NL (2020)
- Kantelen, André Voltenlaan, Utrecht, NL (2019)
- Hoog en Droog, IJsselbiennale, Nederland (2017)
- Common Ground, Sonsbeek, Arnhem, Nederland & Jakarta, Indonesië (2016)
- Opgelucht Gestemd, Arti et Amicitiae, Amsterdam, NL (2015)
- Situated, N34, Emmen, NL (2014)
- 1973, Call of the Mall, Utrecht, NL (2013)Played Rack, installatie door Maze de Boer, locatie: Van Eesteren Museum

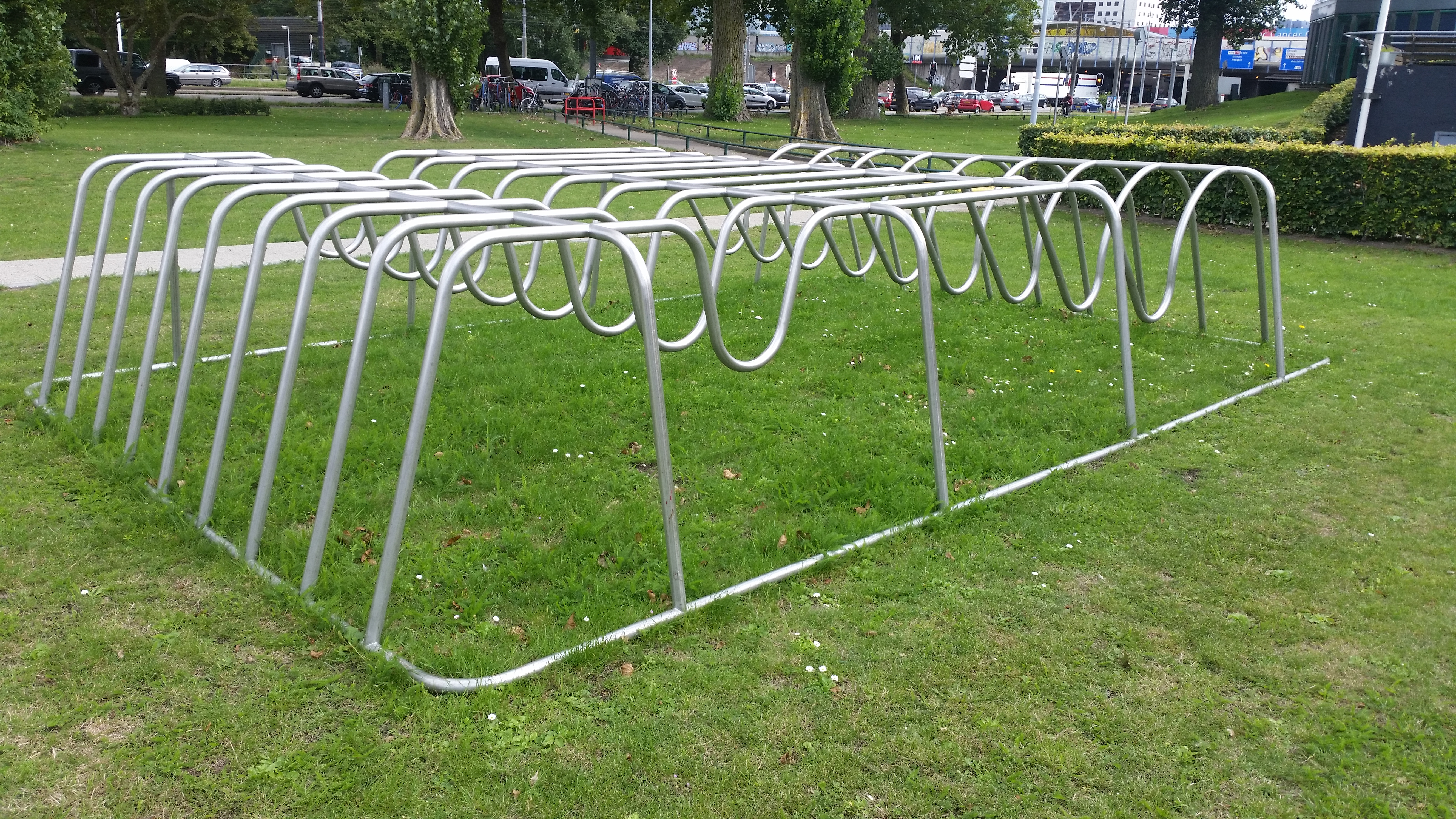
Played Rack, installatie door Maze de Boer, locatie: Van Eesteren Museum

- Depth of Field, Galerie Stigter van Doesburg, NL (2012)
- Bumper Car, verschillende locaties (2009)

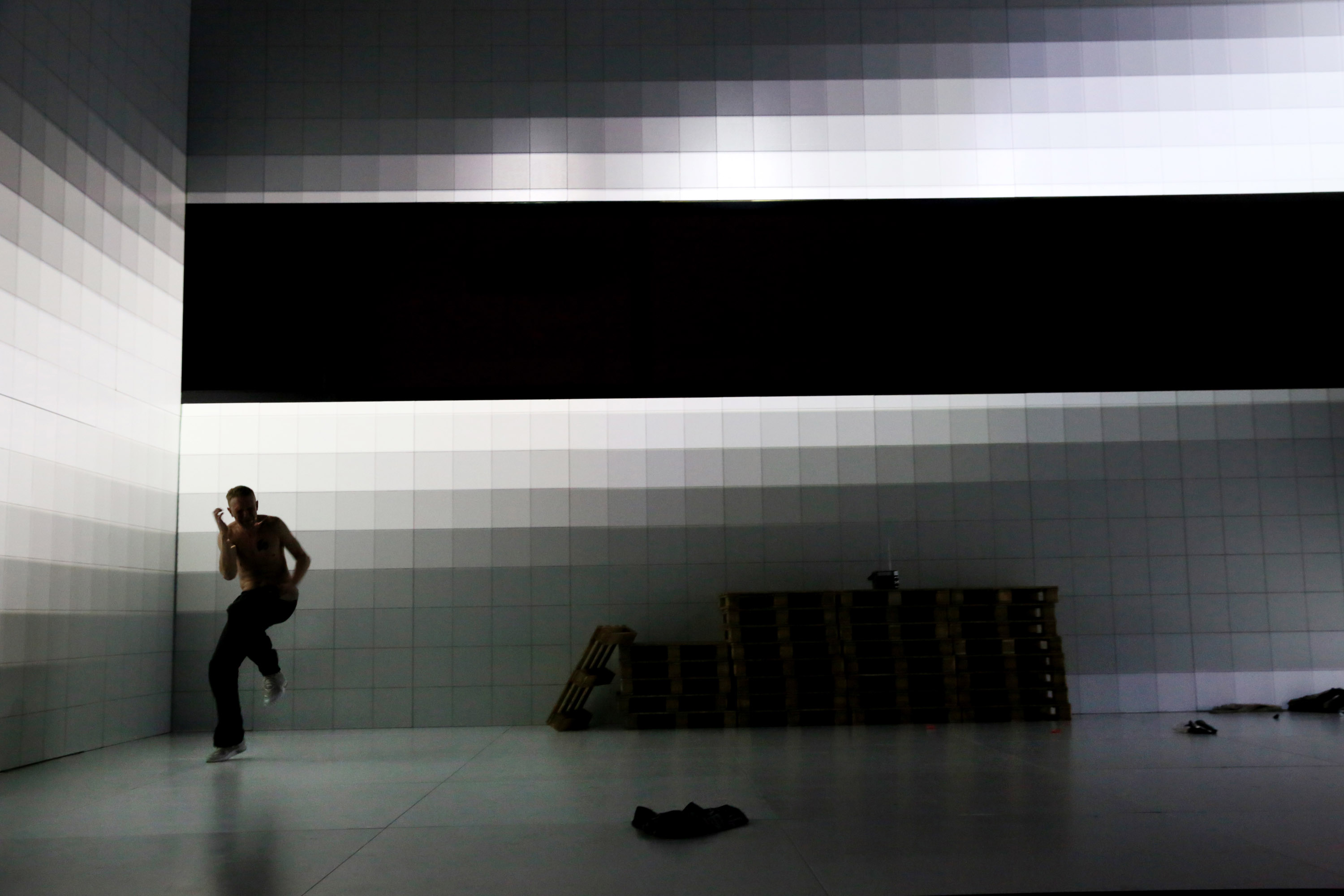
De Wereld Volgens John, Het Nationale Theater. Scenografie door Maze de Boer. Foto: Sanne Peper

- De Wereld Volgens John, Het Nationale Theater. Scenografie door Maze de Boer. Foto: Sanne PeperPlayed Rack, verschillende locaties (2010)
- Tijdelijke halte: Post CS, W139, Amsterdam, NL (2005)

### Scenografie (selectie)
- De Wereld Volgens John, Het Nationale Theater (2019)
- The Children, Het Nationale Theater (2019)
- Orfeo, Beijing Music Festival & The Red Theater (2018)
- We Zijn Hier Voor Robbie, Het Nationale Theater & de Theateralliantie (2018)
- The Nation 1-6, Het Nationale Theater (2017)
- Stiller, Schauspielhaus Bochum (2016)
- Herotiek, Monk (2006)